# Felipe Mesones Temperán
Felipe Mesones Temperán (9 de febrer de 1936 - 15 de desembre de 2017) va ser un futbolista, que jugava com a lateral dret i posteriorment entrenador de futbol argentí.

## Carrera com a jugador
Nascut a Buenos Aires, Mesones va passar la gran majoria de la seva carrera a Espanya, representant el Reial Múrcia, el Levante UD, el CE L'Hospitalet i el CE Europa, tots ells clubs que competien a Segona Divisió. Al seu país natal va jugar a Boca Juniors, San Lorenzo de Almagro i Club Atlético Atlanta, i també va passar a l'Independiente Santa Fe de Colòmbia.
Mesones es va retirar al final de la temporada 1966-67 mentre estava jugant a l'Europa, amb seu a Catalunya, i finalment va acumular un total de 124 partits i 16 gols a segon nivell.

## Carrera com a entrenador
Com a entrenador, Mesones va treballar a la Lliga espanyola durant nou campanyes, sumant-ne 15 més a la segona divisió. El 27 d'abril de 1980, mentre estava al servei de la UD Salamanca, es va veure involucrat en un incident d'arranjament de partits que també implicava el Màlaga CF que va provocar una sanció de dos anys per a ell i els jugadors rivals Raúl Castronovo i Julio Orozco.
A finals de gener de 2000, mentre entrenava amb el seu club el Granada CF, Mesones, de 64 anys, va patir un infart i va ser ingressat a la unitat de cures intensives. La seva última etapa va consistir en nou partits amb el Cartagonova FC, a Segona Divisió B.